# Даринка Симић Митровић
Даринка Симић Митровић (Београд, 19. фебруар 1937 — Београд, 28. октобар 2015) била је српска књижевница, композиторка и музички педагог.

## Биографија
Рођена је у Београду, а дипломирала на Факултету музичке уметности у Београду, 1962. године, где су јој предавали Емил Хајек и Предраг Милошевић. Након дипломирања предавала је клавир у Музичкој школи „Јосип Славенски”, где је 1964. добила 4. априлску награду Савеза студената.
Од 1967. године радила је као да ради као музички уредник у Радио Београду. Удала се за Миросава Митровића 1975. године и добили су две ћерке.
Симић-Митровић је била члан Удружења композитора Србије. Поред компоновања музике, написала је књигу о српском позоришту и допринела историји Београдског симфонијског оркестра и хора Радио-телевизије Београд. Њене радове објавили су Радио Београд и Звоник.
Преминула је 28. октобра 2015. године у Београду, а сахрањена је на Новом гробљу у Београду.

## Дела

### Књиге
- Сентиментална повест српског позоришта[6]
- Da Capo all'Infinito : Пола века од оснивања Београдског симфонијског оркестра и хора Радио-телевизије Београд[6]

### Камерна музика
- Соната (виолина и клавир)[4]
- Игре (пресови : фагот и клавир)[4]

### Вокал
- Градинар (циклуси песама; мецосопран и клавир; текст Рабиндранат Тагор)[4]
- Врати ми које крпице (циклус песама; два сопрана, виолина, флаута, харфа и виолончело; текст Васко Попа)[4]